# Епархия Лесви
Епархия Лесви (лат. Dioecesis Lesvitana) — титулярная епархия Римско-Католической церкви.

## История
Античный город Лесви, идентифицируемый сегодня с археологическими раскопками «Tala» или «Mellal» в современном Алжире, в первые века христианства был центром одноимённой епархии.
С 1908 года епархия Лесви является титулярной епархией Римско-Католической церкви.

## Епископы
- - епископ Роман (упоминается в 411 году), приверженец донатизма;
- епископ Вадий (упоминается в 484 году).

## Титулярные епископы
- епископ Auguste-Jean-Gabriel Maurice O.F.M.[1] (1.08.1908 — 27.07.1925);
- епископ Denis O’Donaghue (26.07.1924 — 7.11.1925);
- епископ Симон Чжу Кайминь S.J. (2.08.1926 — 11.04.1946), назначен епископом Хаймэня;
- епископ Тимоти Мэниннг (3.08.1946 — 16.10.1967), назначен епископом Фресно;
- епископ Хосе Томас Санчес (5.02.1968 — 13.12.1971);
- епископ Leopoldo Sumaylo Tumulak (12.01.1987 — 28.11.1992), назначен епископом Тагбиларана;
- епископ Juan María Leonardi Villasmil (27.01.1994 — 12.07.1997), назначен епископом Пунто-Фихо;
- епископ Антоний Демьянко (4.07.1998 — 3.05.2012), назначен епископом Пинска.

## Источник
- Annuario Pontificio, Libreria Editrice Vaticana, Città del Vaticano, 2003, ISBN 88-209-7422-3
- Pius Bonifacius Gams, Series episcoporum Ecclesiae Catholicae, Leipzig 1931, стр. 466  (лат.)
- Stefano Antonio Morcelli, Africa christiana, Volume I, Brescia 1816, p. 203  (лат.)